# ティレル郡 (ノースカロライナ州)
ティレル郡（ティレルぐん、英: Tyrrell County）は、アメリカ合衆国ノースカロライナ州の東部に位置する郡である。2010年国勢調査での人口は4,407人であり、2000年の4,149人から6.2%増加した。人口では州内最少の郡である。郡庁所在地はコロンビア町（人口891人）であり、同郡で唯一の法人化町でもある。

## 歴史
ティレル郡は1729年に、バーティ、チョウォーン、カリタック、パスクォタンク各地区のそれぞれ一部を合わせて、アルベマール郡（現在は廃郡）のティレル地区として設立された。郡名は、カロライナ植民地の領主の1人ジョン・ティレルに因んで名付けられた。
1739年にアルベマール郡が廃止され、当時のティレル地区がそのままティレル郡となった。1774年ティレル郡の西部がハリファックス郡の一部と組み合わされ、マーティン郡が設立された。1799年、残っていた郡域の西側3分の1がワシントン郡になった。1870年、ティレル郡のアリゲーター川から東の半分が、ハイド郡の一部と組み合わされ、デア郡ができた。

## 郡政府
ティレル郡は、地域自治体の組織であるアルベマール自治体委員会のメンバーである。

## 地理
アメリカ合衆国国勢調査局に拠れば、郡域全面積は600平方マイル (1,555 km2)であり、このうち陸地390平方マイル (1,010 km2)、水域は210平方マイル (545 km2)で水域率は35.05%である。

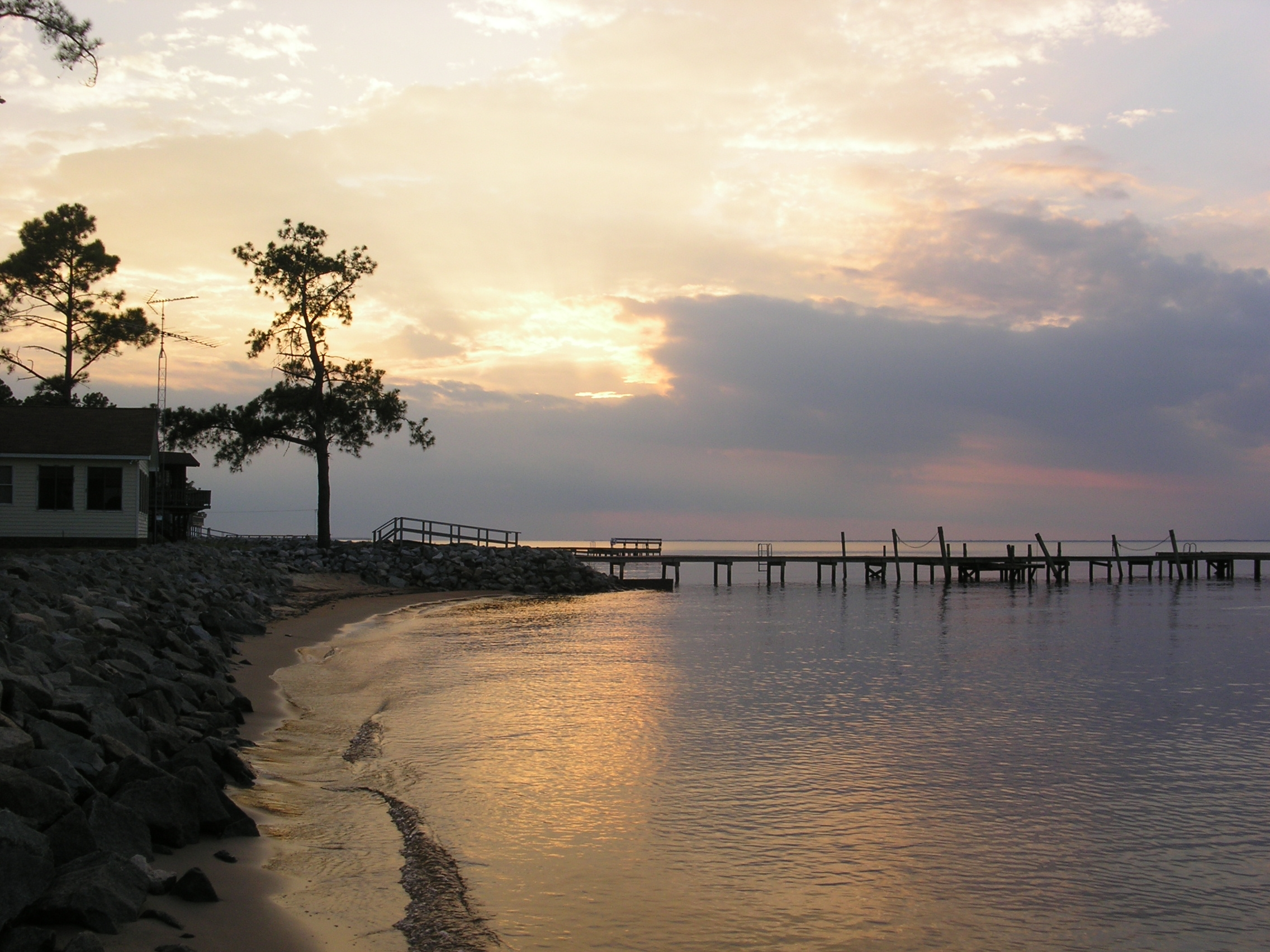
アルベマール湾

### 郡区
ティレル郡は5つの郡区に分割されている。アリゲーター、コロンビア、ガムネック、スカッパーノング、サウスフォークの各郡区であり、全てIBX-インナーバンクスに属している。

### 主要高規格道路
- アメリカ国道64号線
- ノースカロライナ州道94号線

### 隣接する郡
- ワシントン郡 - 西
- デア郡 - 東
- ハイド郡 - 南

### 国立保護地域
- ポコシン湖国立野生生物保護区（部分）

## 人口動態
以下は2000年の国勢調査による人口統計データである。
| 基礎データ - 人口: 4,149人 - 世帯数: 1,537 世帯 - 家族数: 1,055 家族 - 人口密度: 4人/km2（11人/mi2） - 住居数: 2,032軒 - 住居密度: 2軒/km2（5軒/mi2） 人種別人口構成 - 白人: 56.47% - アフリカン・アメリカン: 39.43% - ネイティブ・アメリカン: 0.19% - アジア人: 0.75% - その他の人種: 2.05% - 混血: 1.11% - ヒスパニック・ラテン系: 3.62% | 年齢別人口構成 - 18歳未満: 22.7% - 18-24歳: 8.2% - 25-44歳: 30.3% - 45-64歳: 22.7% - 65歳以上: 16.1% - 年齢の中央値: 39歳 - 性比（女性100人あたり男性の人口） - 総人口: 114.1 - 18歳以上: 114.2 世帯と家族（対世帯数） - 18歳未満の子供がいる: 28.6% - 結婚・同居している夫婦: 47.4% - 未婚・離婚・死別女性が世帯主: 16.6% - 非家族世帯: 31.3% - 単身世帯: 28.2% - 65歳以上の老人1人暮らし: 14.4% - 平均構成人数 - 世帯: 2.42人 - 家族: 2.95人 | 収入と家計 - 収入の中央値 - 世帯: 25,684米ドル - 家族: 32,468米ドル - 性別 - 男性: 26,227米ドル - 女性: 18,403米ドル - 人口1人あたり収入: 13,326米ドル - 貧困線以下 - 対人口: 23.3% - 対家族数: 19.1% - 18歳未満: 31.5% - 65歳以上: 20.8% |

## 経済開発
ティレル郡はアウターバンクスに近いのでIBX-インナーバンクスの一部に指定されている。
ノースカロライナ州立大学ティレル郡センターが、郡の住民にノースカロライナ州立大学とノースカロライナA&T州立大学の資源と専門知識に容易にアクセスできるようにしている。

## 都市と町

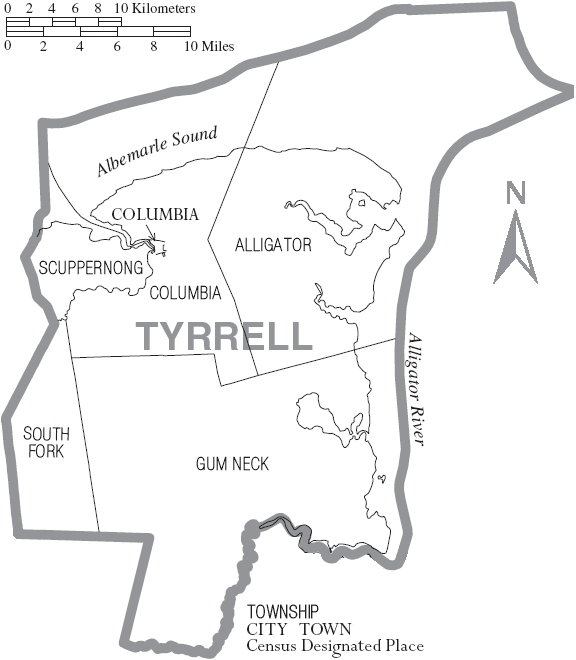
ティレル郡の自治体と郡区

- コロンビア - 郡庁所在地
- ジェリー
- プレザントビュー
- フォートランディング